# Tridrepana flava
Tridrepana flava là một loài bướm đêm thuộc họ Drepanidae. Nó được tìm thấy ở khu vực đông bắc of Himalaya, Đài Loan, Sundaland, và Sulawesi.

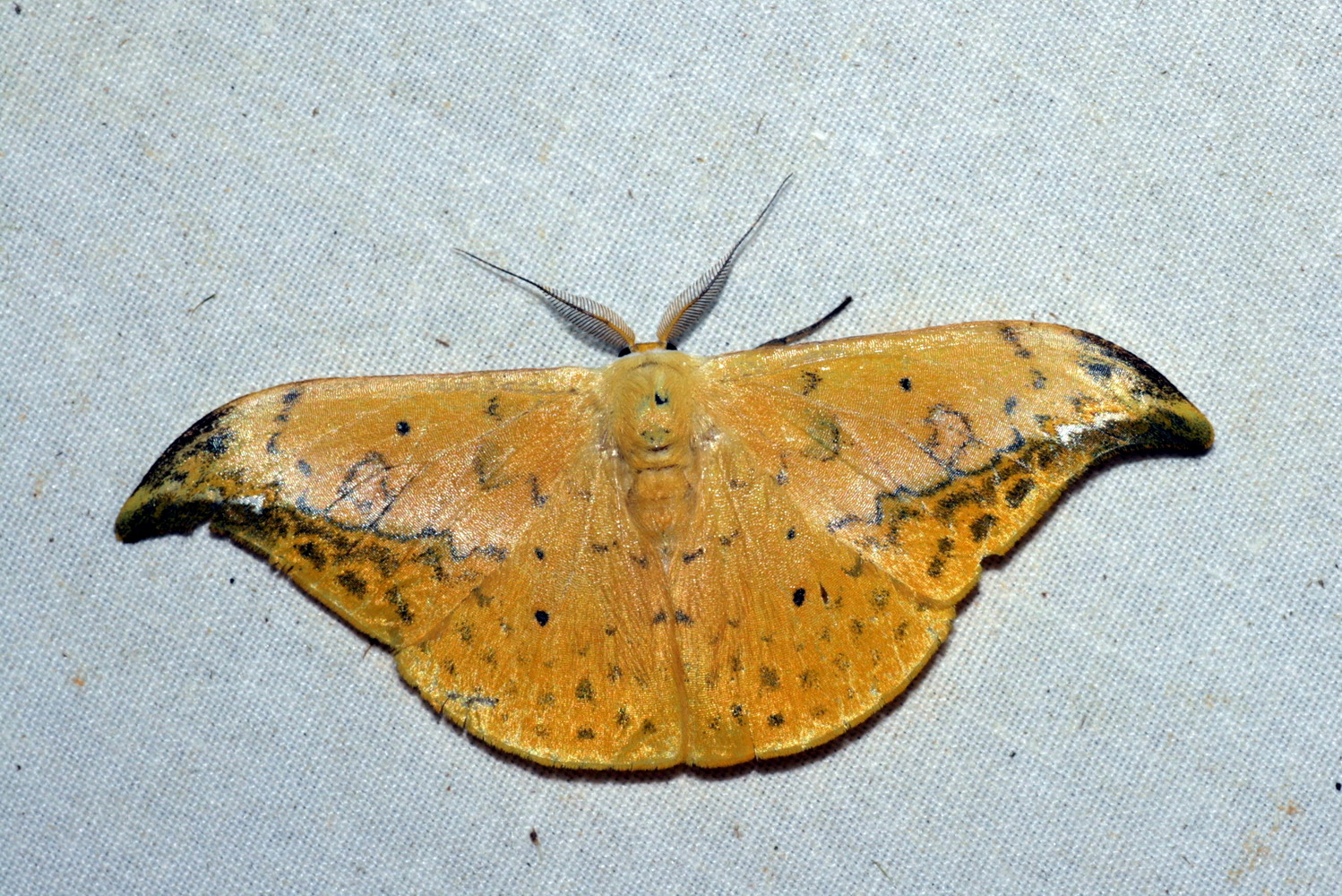

## Phụ loài
- Tridrepana flava flava
- Tridrepana flava contracta (Sundaland)
- Tridrepana flava unita (Sulawesi)

## Hình ảnh

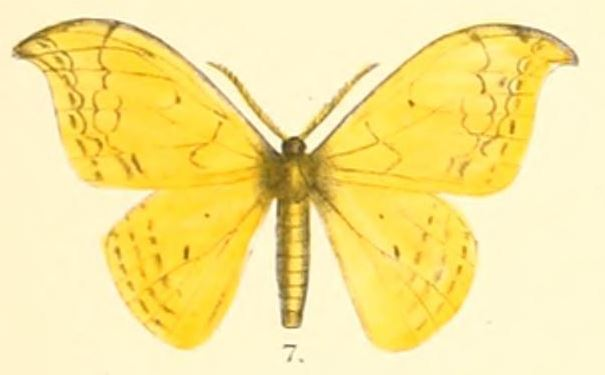